# Braník
Braník (neoficiálně a v některých historických obdobích nazývaný též Bráník či Bránik; německy Branik) je městská čtvrť a katastrální území Prahy. Je součástí městské části Prahy 4. Čtvrť se nachází v jižní části města na pravém břehu řeky Vltavy. Spadá do ní i větší část sídliště Novodvorská.

## Historie
Poprvé se Braník připomíná roku 1088 (Branice). Braník vlastnily ve 14. století české královny a některé pražské kláštery. Clo z plaveného dříví, vybírané v Braníku, náleželo (podle privilegia Karla IV. z roku 1366) kanovníkům Pražského hradu. Od husitských dob byl Braník v majetku Starého Města až do konfiskace v roce 1547.
V roce 1559 se část majetku opět dostala do majetku staroměstských a ti tuto část Braníka připojili v roce 1662 ke svému nově zakoupenému libeňskému panství. Část Braníka věnoval Ferdinand II. v roce 1620 dominikánům staroměstského kostela sv. Jiljí, což připomíná korouhev se psem (Canes domini) s pochodní v tlamě na věži původního dominikánského pivovaru v Branické ulici. Pozoruhodný je též pískovcový reliéf ukřižovaného Ježíše v průčelí věže.
V roce 1900 byl Braník (Braník) se 3178 obyvateli, s novým pivovarem, vápenkou, kostelem sv. Prokopa a zelinářskými zahradami vsí okresu Královské Vinohrady. Při připojení Braníka (jako součásti Prahy XV) k Praze v roce 1922 zde žilo přes 3600 obyvatel ve 274 domech. V roce 1949 bylo k.ú. Braník přičleněno k tehdejší Praze 15 (s Podolím, Hodkovičkami a částí Krče). Braník, přesněji dům č.p. 777 na dnešním Branickém náměstí (pozdější Vojenská správa a nyní Archiv bezpečnostních složek), byl sídlem ONV Praha 15. V roce 1960 se Braník stal součástí nového obvodu Praha 4 a v roce 1990 součástí městské části Praha 4.
V Braníku působilo dlouhou dobu na různých místech (převážně v Branické ulici) Divadlo Járy Cimrmana, než se trvale přestěhovalo do „Žižkovského divadla T.G. Masaryka“.

### Původ názvu čtvrti

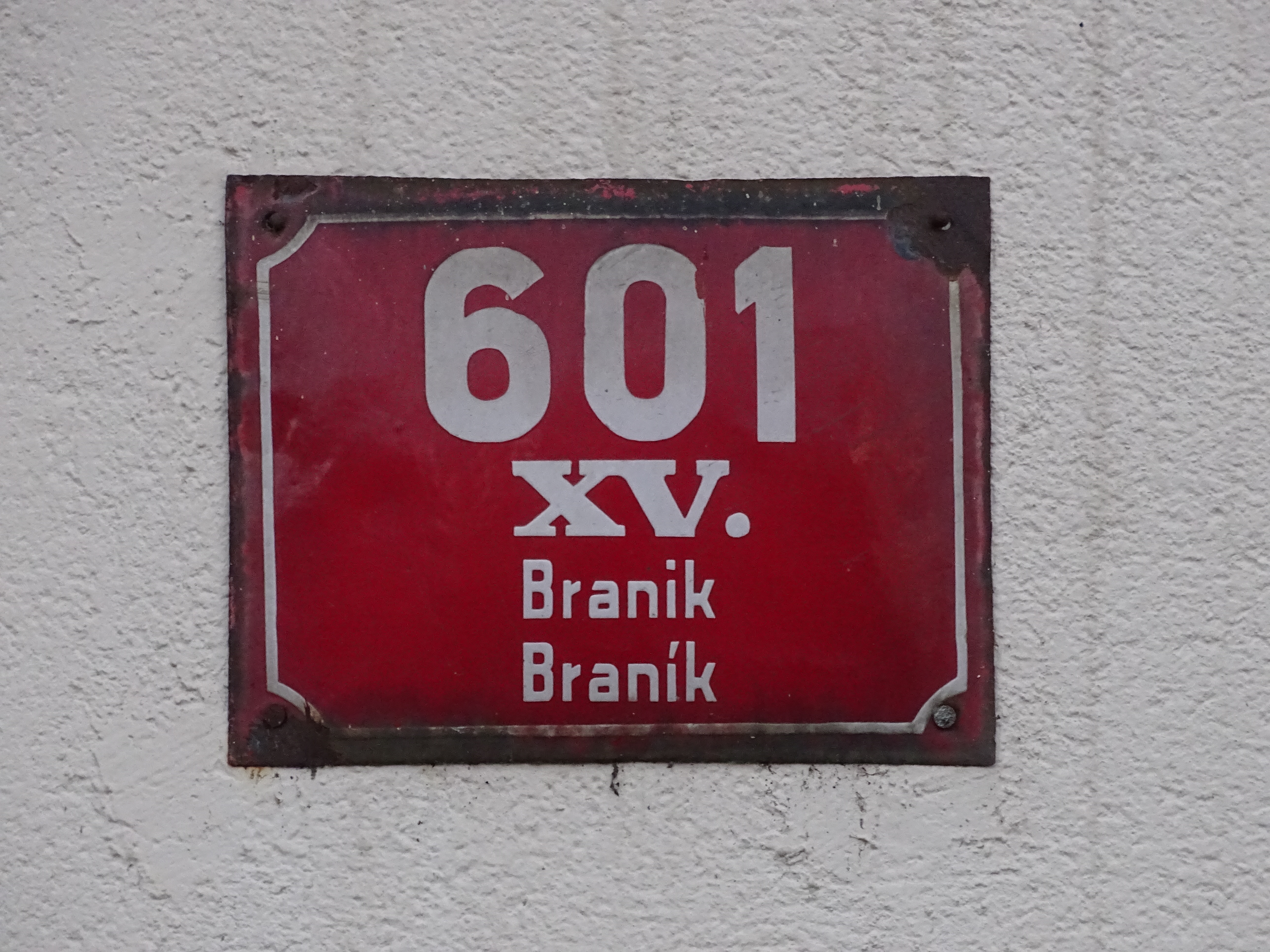
Protektorátní dvojjazyčná tabulka s branickým popisným číslem a označením obvodu Praha XV

Etymologie: braník = „opevněný vrch určený k obraně“, k roku 1416 doloženo spojení „in monte Branik“, případně „brána“.
Z doby starostenství Václava Ryby za panství dominikánů se traduje, že učený převor při své návštěvě Braníka k obecně přijímané hypotéze, že jméno Braník či Bráník (už tehdy spolu soupeřily dlouhá a krátká varianta názvu) je odvozeno od obrany, podotkl, že keltsky se krkavec (též havran a vrána) řekne branos, nebo že by název mohl souviset i se slovesem bráti.

## Doprava
- podél řeky prochází páteřní tramvajová trať pražské MHD směrem proti proudu řeky od Masarykova nábřeží, Výtoně a Vyšehradu přes Podolské nábřeží do Modřan a Libuše (severojižní dopravní směr)[6]
- čtvrtí prochází také dvě železniční tratě
  - jednak vedlejší trať z pražských Vršovic přes Krč směrem do Dobříše a Čerčan. Jedná se, mimo jiné, o velmi významnou rekreační trať (tzv. Posázavský Pacifik, legendární je trať zejména pro dějiny českého trampingu i skautingu), na této trati se také nachází nádraží Praha-Braník. V 19. století byla tato železniční trať Nusle-Modřany elektrifikována Františkem Křižíkem pomocí akumulátorových vozů s dobíjením v Nuslích a Modřanech.
  - dále se zde nachází důležitá nákladní železnižní spojka občas používaná i pro osobní dopravu mezi nádražími Praha-Krč a Praha-Radotín, která propojuje železniční tratě na levém a pravém břehu Vltavy přes tzv. Most Inteligence (který stavěla v padesátých letech uvězněná protikomunisticky orientovaná inteligence) resp. Branický most (tzv. železniční Jižní spojka Braník – Malá Chuchle)
- Barrandovský most je silniční most přes Vltavu do Hlubočep propojujíci přes tzv. Jižní spojku dálnicí D1 (směr na Brno) a dálnicí D5 (směrem na Plzeň).
- Ministr železnic Isidor Zahradník, známý z vyhlašování republiky 28. října i příjezdu T. G. Masaryka do vlasti 20. prosince 1918,[7] měl klíčovou zásluhu na tom, že byla v roce 1919 povolena dočasná přeprava cestujících z Podolí do Braníka a zpět vlaky ČSD po tovární vlečce k vápenkám branického lomu a k cementárně (dnes Plaveckému stadionu) po dobu, než byla do Braníka prodloužena tramvajová trať. Podle ministrova řeholního jména byla vlečka přezdívána „Izidorka“.

## Památky

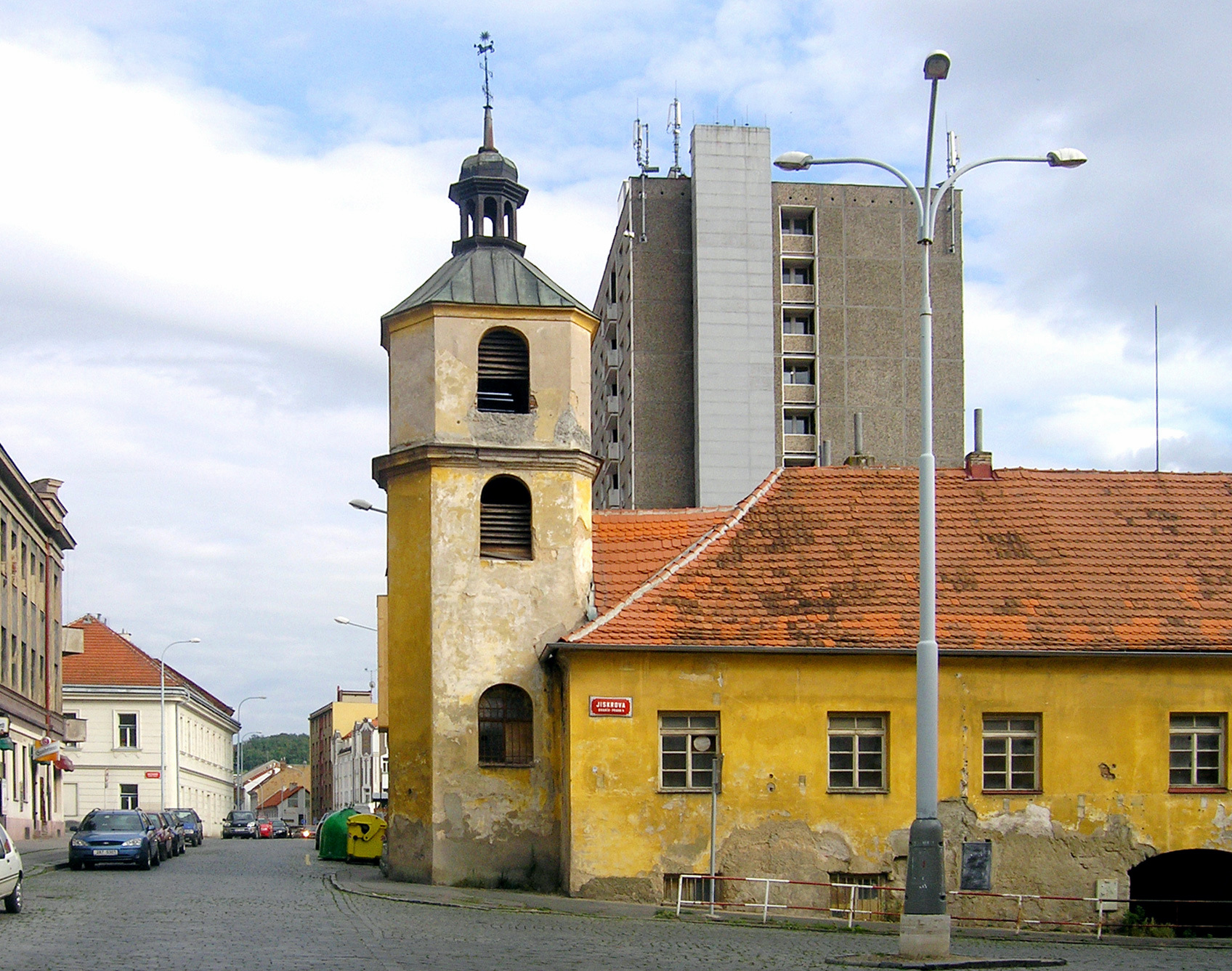
Dominikánský dvůr z konce 17. století

Na území Braníka jako převážně vilové čtvrti se nachází několik architektonicky významných vil a usedlostí. Kromě nich se zde nacházejí tyto důležitější památky (úplný seznam památek v Braníku je zde):

### Dominikánský dvůr
Areál bývalého Dominikánského dvora pochází z 3. čtvrtiny 17. století. Z původních 4 křídel se do současnosti dochovala tři včetně zvonice z roku 1761. Na věži směrem do Branické ulice je vně hodnotný pískovcový relief Pána Ježíše na kříži (zasklený) a na cibuli korouhvička ve tvaru psa, držícího v tlamě plamennou pochodeň, jako symbol a "mluvící znak" Dominikánského řádu (Domini Canes – Psi Páně).
Památka je v současné době[kdy?] ve špatném technickém stavu. Byla částečně využívána městskou částí Praha 4, která ji vlastní. V roce 2014 uzavřela městská část Praha 4 padesátiletou nájemní smlouvu se Zemským pivovarem, který areál zrekonstruuje na řemeslný pivovar, restauraci a hospodu. Dvůr (sice ještě neopravený) s dětským hřištěm a restaurací byl od roku 2015 krátce přístupný veřejnosti. Toto jádro historického Braníka je dopravně obsluhováno autobusy č. 170, 196 a 197 z blízkých zastávek "U staré pošty". Poštovní úřad (147 00)  se proti Dominikánskému dvoru v ulici Jiskrově nacházel do 30. června 2023.

### Kostel sv. Prokopa
Neorománský jednolodní kostelík z let 1900–1904. Má nové zvony Ludmila, Anežka, Zdislava a Mlada z roku 1995, jako náhradu za zrekvírované během druhé světové války. Z původních zvonů zůstal zachován pouze umíráček z roku 1905. Socha sv. Jana Nepomuckého, nacházející se před kostelem sv. Prokopa; na podstavci je postava světce v dlouhé klerice, přidržující levou rukou krucifix, kolem hlavy má svatozář. Pískovcovou sochu z poloviny 18. století vytvořil umělec z okruhu Františka Ignáce Platzera. V ulici Nad Kostelem a okolí stojí řada vil, které navrhl architekt meziválečného Československa Jindřich Freiwald, v jedné z nich sídlí Tuniské velvyslanectví. V jedné z těchto vil Freiwaldova rodina také bydlela. Další Freiwaldova stavba stojí "Na Křížku" proti zámečku.

### Evangelický kostelík
Na severovýchodním okraji Braníka na vltavském nábřeží pod Branickou skalou se nachází nevelký dřevěný kostelík českobratrské církve. Vznikl po druhé světové válce jako provizorní modlitebna podle projektu architekta Pavla Bareše.

### Branický pivovar
Neorenesanční objekt z roku 1898 s raně secesními prvky a s erby (Sv. Václav, patron cechu sládků, se dvěma anděly) podle návrhu Mikoláše Alše. Od roku 2006 se zde už pivo nevaří.
Sgrafita Mikoláše Alše má též branický zámeček Na Křížku (dnes Vlnitá 33, Braník čp. 77). Na obrazové scéně je tam též nápis "opraveno l.p. 1905" a "Budiž vítán dobrý hosti, zlého každý rád se zprostí".
Zajímavý je i vysoký čtyřpodlažní dům čp. 610 s vysokou střechou (proti zámečku, dříve Na Křížku 6, dnes Vlnitá 32), postavený podle návrhu architekta Jindřicha Freiwalda v roce 1937 Ferdinandem Králem (majitelem cukrárny v Branické ulici a potomkem hraběte z Kolowrat) pro syna Miroslava (překladatele, v ženevském exilu překládal knihy Avigdora Dagana – Viktora Fischla do francouzštiny) a příbuzné, který spolu s Masarykovým javorem, rostoucím v zahradě, dominuje celému branickému vršku "Na Křížku". Javor byl vysazen na památku setkání s prezidentem Masarykem na Nuselské radnici. Pamětní tabulka byla sejmuta v roce 1950 při konfiskaci domu exulantovi. Při této příležitosti byla rovněž ulice Na Křížku přejmenována na Vlnitou a přečíslována. Jelikož průčelí mohutné Freiwaldovy stavby (v květnu 1945 vyzdobené americkými a anglickými vlajkami) zabírá téměř celou šířku zahrady, je možné javor T.G. Masaryka dobře spatřit přes pozemek sousední vilky (Braník čp. 352, Vlnitá ulice č.34). Masarykův javor byl koncem roku 2018 "revitalizován", takže jeho mohutná koruna na jaře 2019 působila poněkud menším (a mladším) dojmem.

### Branické ledárny
Branické ledárny jsou zajímavou a architektonicky ceněnou pozdně secesní stavbou z roku 1911, jež vznikla podle návrhu architekta Josefa Kovařovice. Stavba sloužila coby úložiště respektive sklad ledu, který pocházel ze zamrzlé Vltavy a sloužil pro chlazení piva v hospodách a pohostinstvích po celé Praze i jejím okolí.
V Braníku byly na jižních svazích i vinice, pravděpodobně již od středověku, jejichž zakládání souviselo zřejmě s rozšiřováním vinic v nuselské oblasti na jih (Nuselské údolí, Děkanka). Na jedné z nich vznikla později usedlost Zemanka, další, zaniklá v roce 1946, byla vinice rady Šulce, kolem Zámečku (Zámeček Na Křížku).

## Přírodní památky
- Branické skály – přírodní památka. Od poloviny 18. století až do roku 1928 se zde těžil vápenec. Ve zdejších vápenkách se pálilo pražské staroměstské vápno, které se používalo při stavbách pražských nábřeží a výstavbě města na přelomu 19. a 20. století.
- Duby v ulici Mezivrší – tři památkově chráněné duby letní rostou v parku mezi vilovou čtvrtí a panelovou zástavbou.
- Památná hrušeň obecná – v Praze jedna ze dvou památkově chráněných hrušní rostla v ulici Vysoká cesta a její stáří bylo odhadováno na 120 let (rok 2011). V prosinci 2019 spadla.

## Okolní čtvrtě
Braník sousedí na západě (přes Vltavu) s Malou Chuchlí a Hlubočepy, na severu s Podolím, na východě s Krčí a na jihu s Lhotkou, Kamýkem a Hodkovičkami.
Poblíž lhoteckého koupaliště, které leží částečně na katastrálním území Braníka, byl v roce 1935 postaven dvojlodní kostel Panny Marie Královny míru v konstruktivistickém slohu s výraznou zvonicí. Uvnitř mešní lodi je kruchta s varhanami, oltář za nímž je sloup se sochou Panny Marie (replika sochy z Mariánského sloupu ze Staroměstského náměstí) a pozoruhodná plastická křížová cesta sochaře Karla Stádníka upomínající též na zločiny fašismu a komunismu. Na vitrážích oken presbytáře je zobrazen sv. Václav a sv. Ludmila. Moderní kostel Panny Marie Královny míru byl postaven v roce 1935 jako jeden z kostelů v tehdejším okolí Prahy, které měly připomínat, že radikály (Franta Sauer a j.) stržený Mariánský sloup na Staroměstském náměstí, jehož násilné odstranění odsoudil po svém příjezdu do Prahy 22. prosince 1918 i prezident Masaryk, neměl oslavovat Rakouskou monarchii, nýbrž poděkování za záchranu Prahy před švédskými vojsky na konci třicetileté války a následný mír.

## Další fotografie

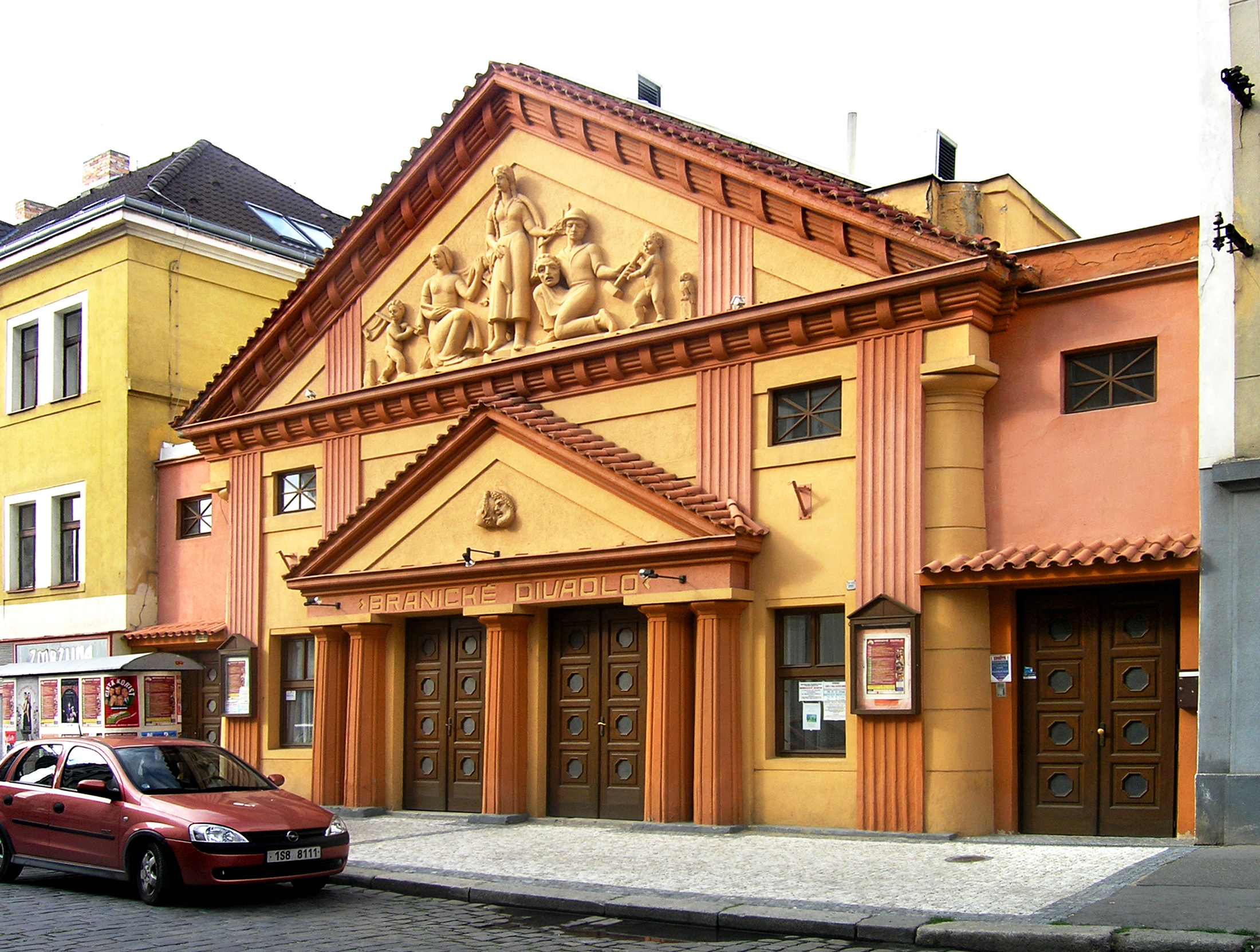
Branické divadlo
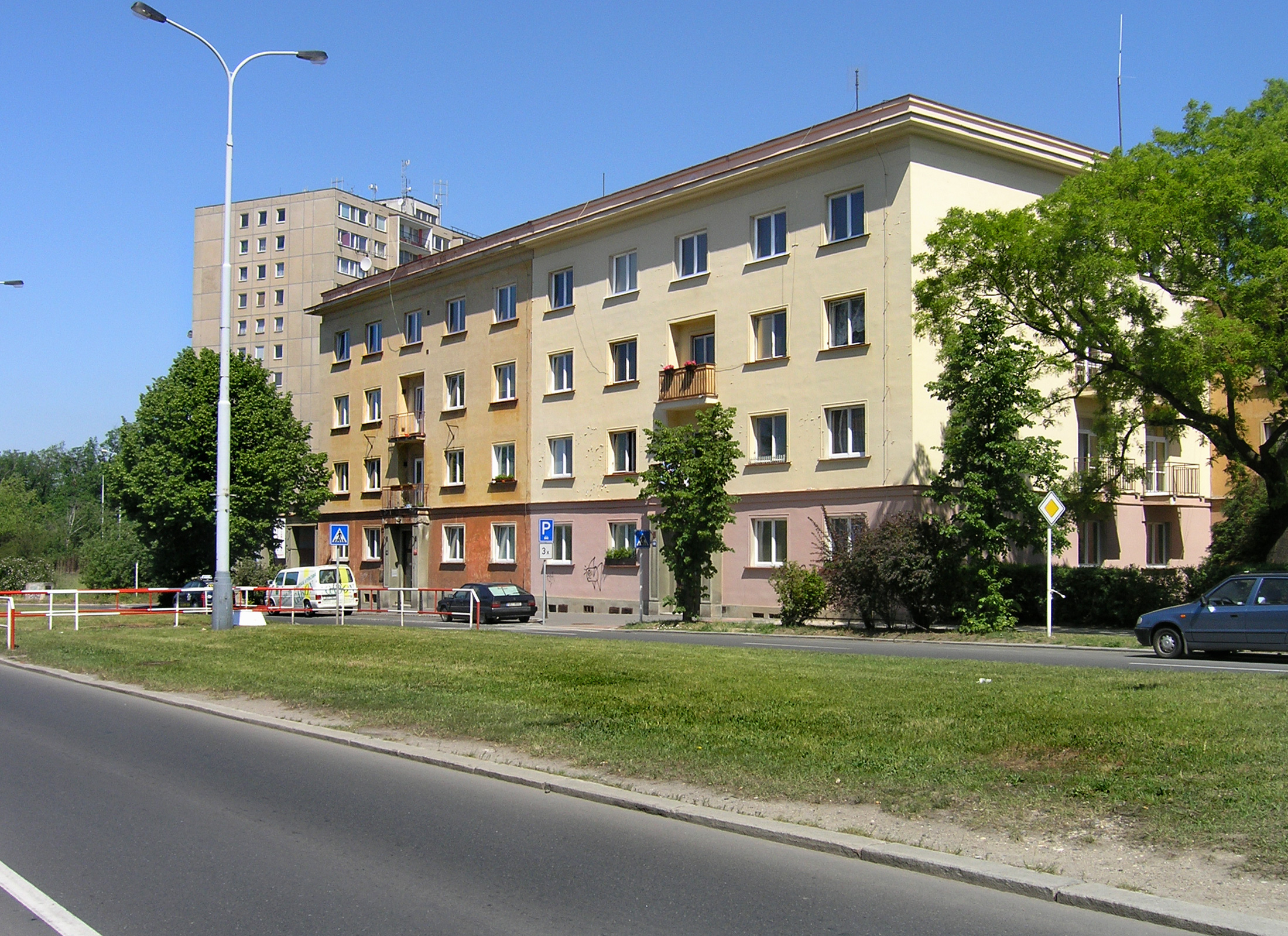
Obytné domy v ulici Novodvorská
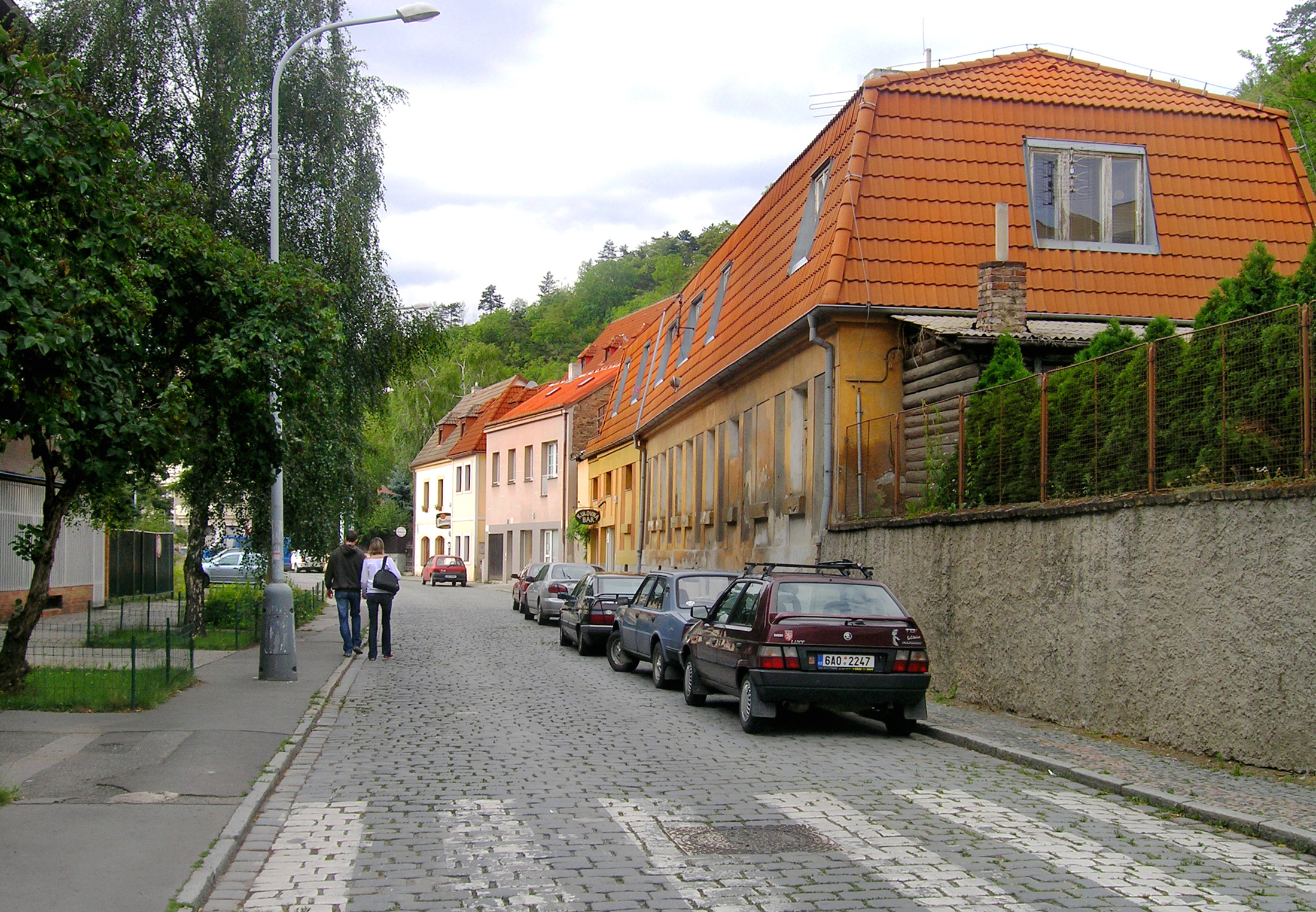
Branická ulice ve starém Braníku
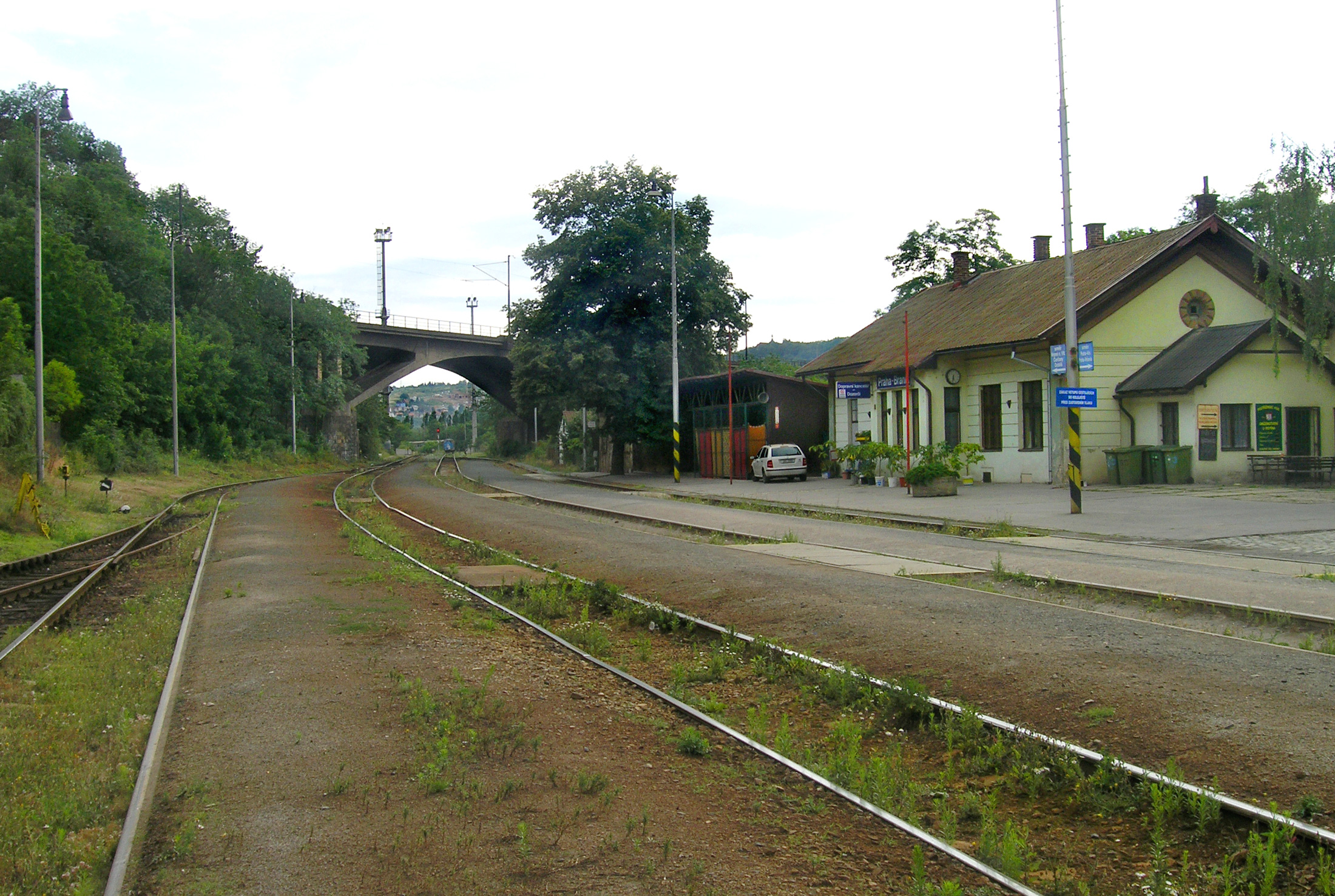
Nádraží Braník v pozadí s Branickým mostem
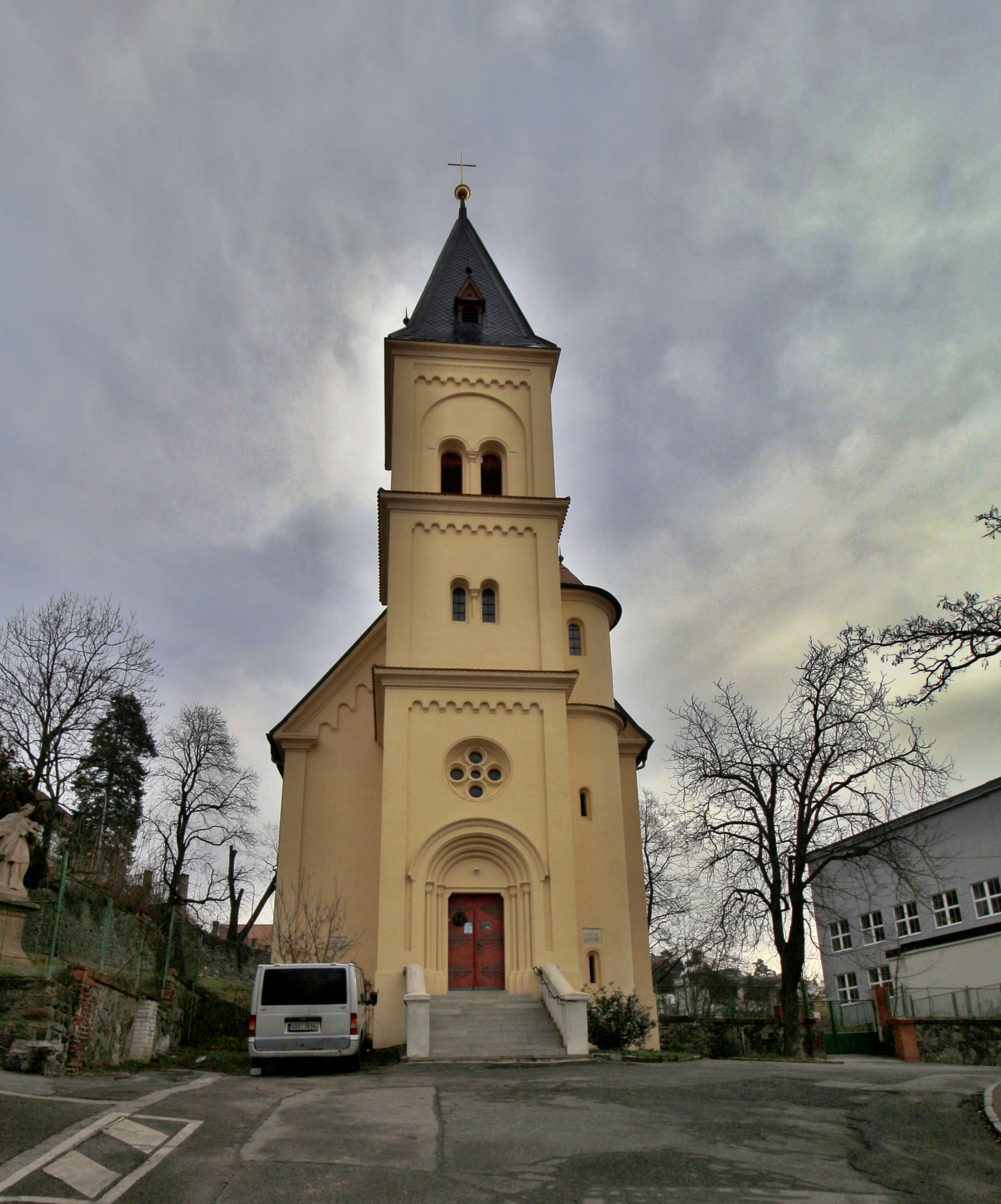
Kostel sv. Prokopa
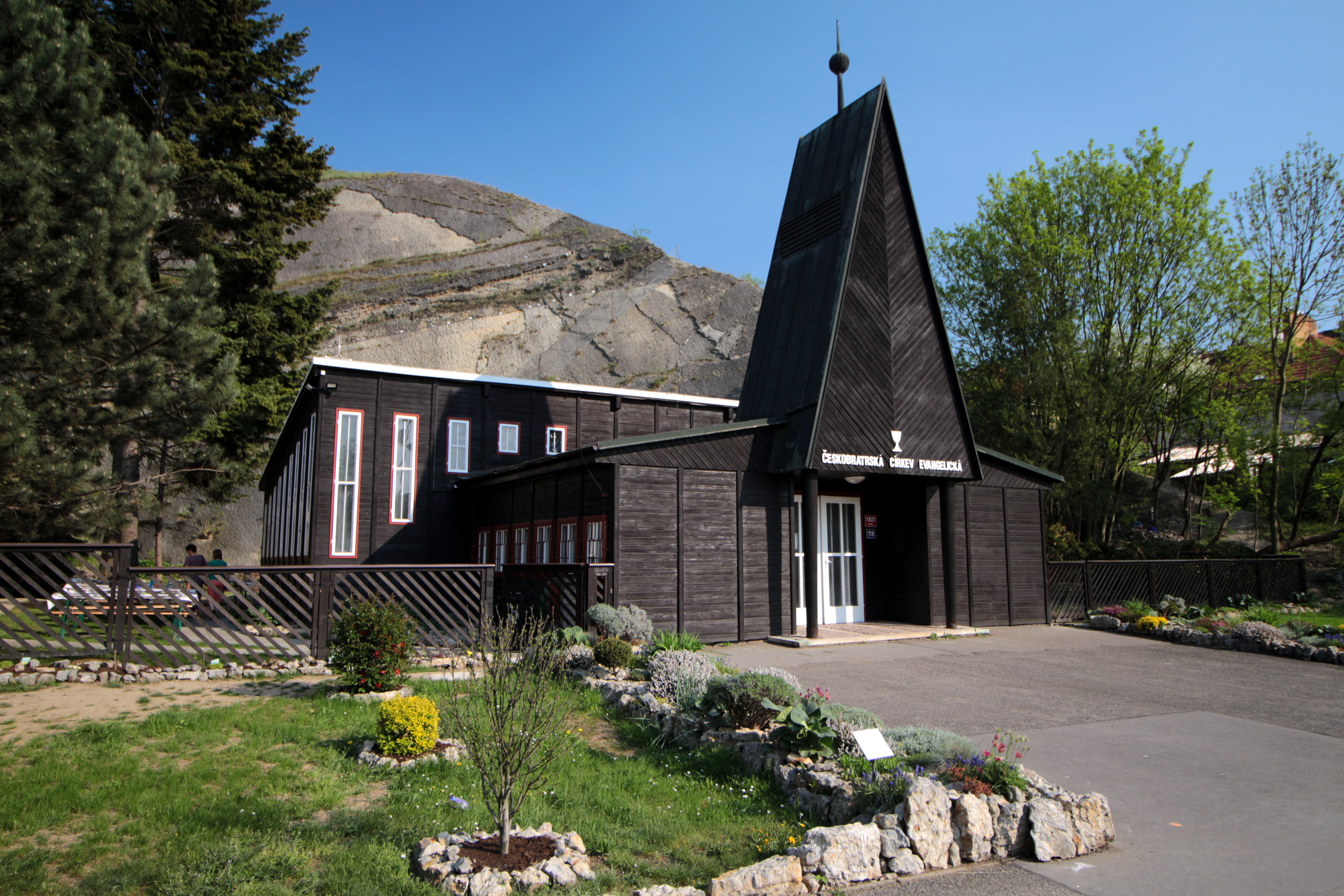
Dřevěný Evangelický kostelík
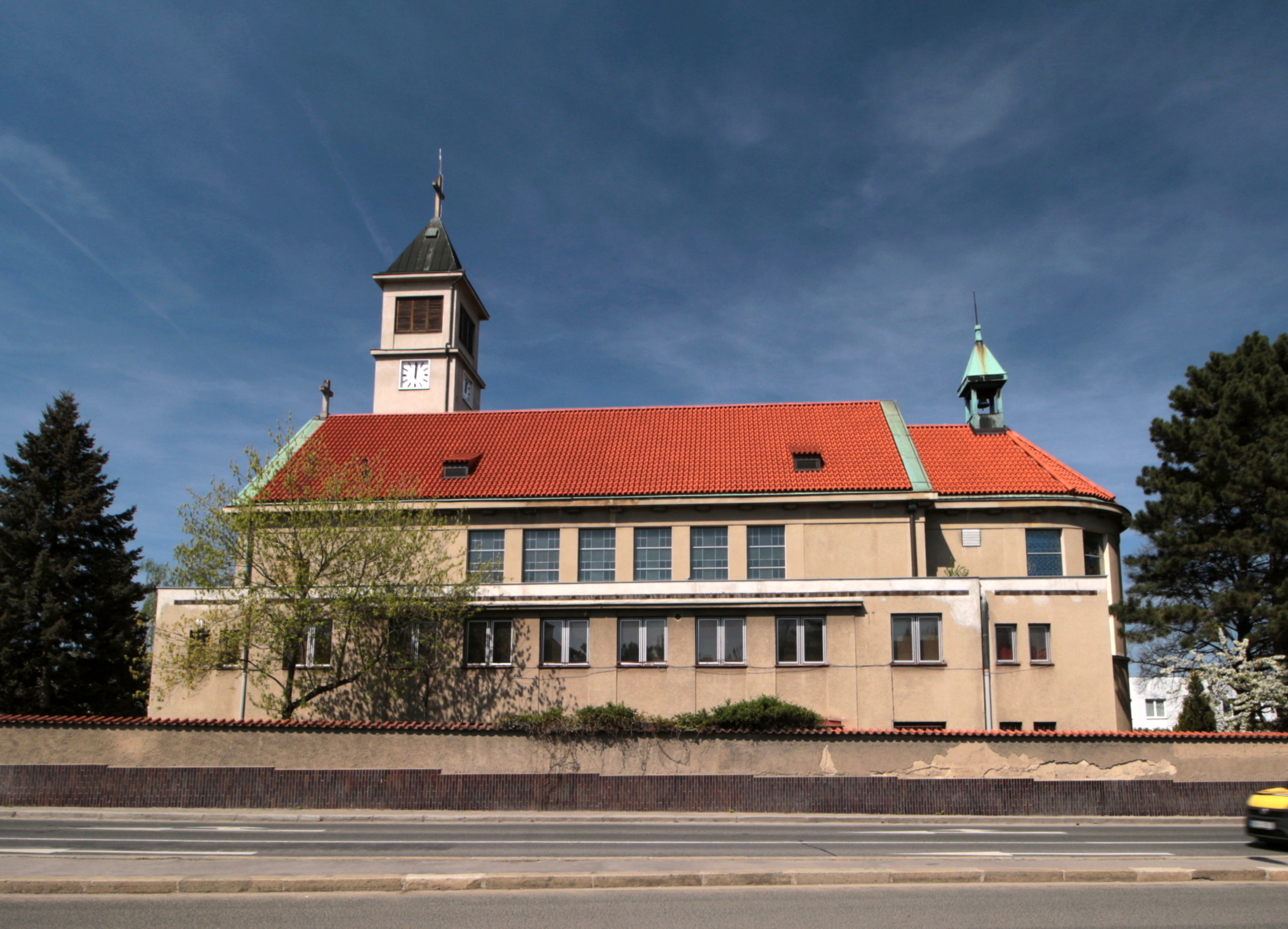
Kostel Panny Marie Královny míru na Lhotce
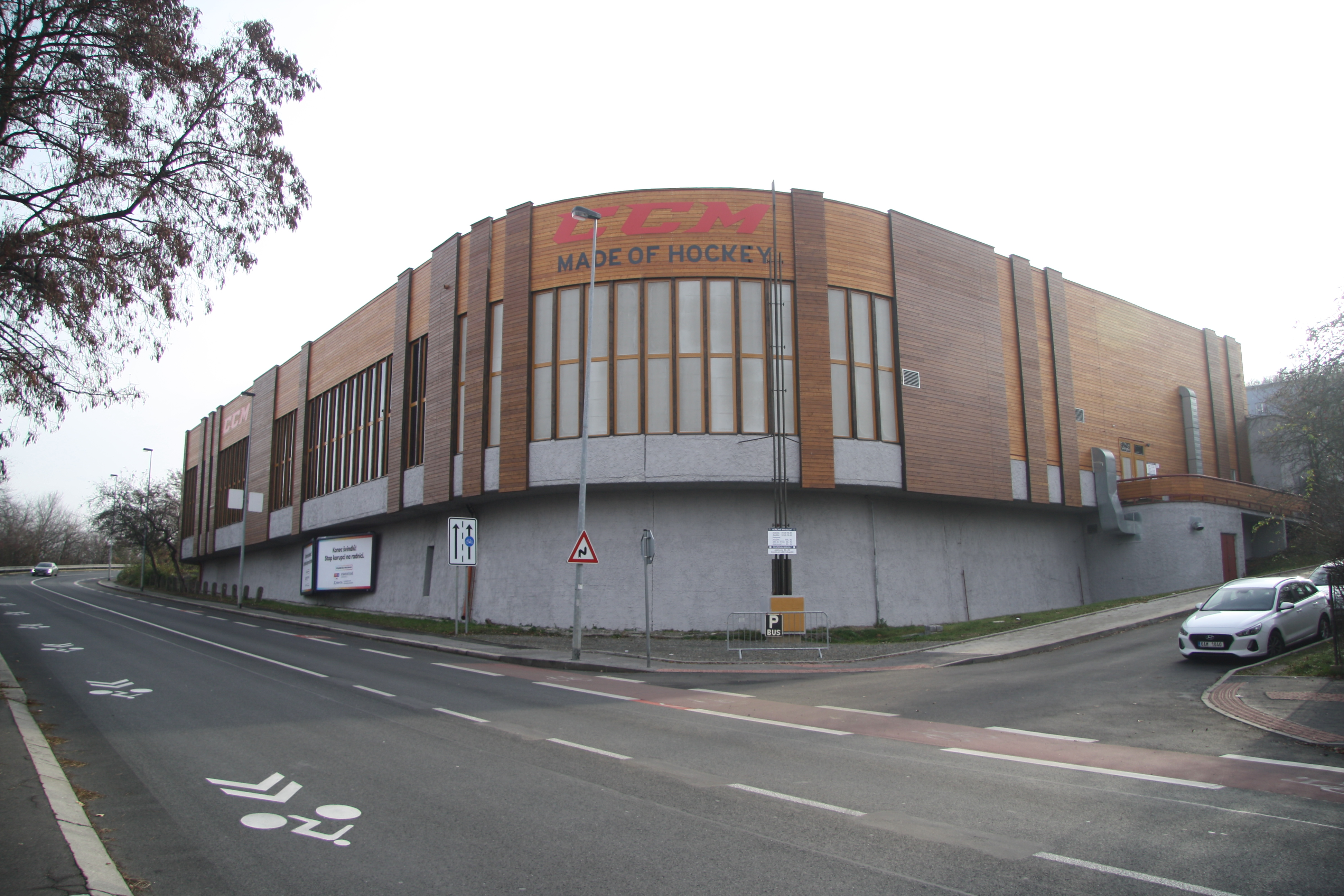
Zimní stadion